# Dœuil-sur-le-Mignon
Dœuil-sur-le-Mignon – miejscowość i gmina we Francji, w regionie Nowa Akwitania, w departamencie Charente-Maritime.
Według danych na rok 1990 gminę zamieszkiwało 327 osób, a gęstość zaludnienia wynosiła 17 osób/km² (wśród 1467 gmin regionu Poitou-Charentes Dœuil-sur-le-Mignon plasuje się na 691. miejscu pod względem liczby ludności, natomiast pod względem powierzchni na miejscu 421.).